# Vingåker (plaats)
Vingåker is de hoofdplaats van de gemeente Vingåker in het landschap Södermanland en de provincie Södermanlands län in Zweden. De plaats heeft 4362 inwoners (2005) en een oppervlakte van 390 hectare.

## Verkeer en vervoer
Bij de plaats loopt de Riksväg 52.
De plaats heeft een station aan een spoorlijn.

## Geboren in Vingåker
- Göran Persson (1949), politicus; minister-president 1996-2006

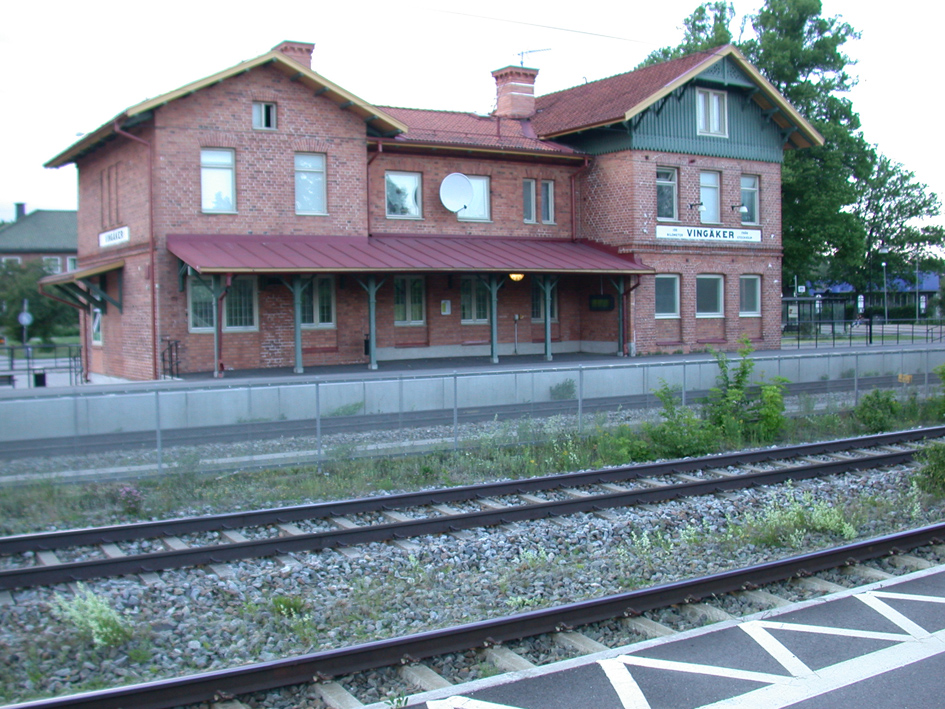
Station